# Rancora serraticornis
Rancora serraticornis là một loài bướm đêm trong họ Noctuidae.